# 科曼日地区蒙克拉尔
科曼日地区蒙克拉尔（法語：Montclar-de-Comminges，法語發音：[mɔ̃klaʁ də kɔmɛ̃ʒ]）是法国上加龙省的一个市镇，属于米雷区。

## 地理
科曼日地区蒙克拉尔（43°10'37"N, 1°1'17"E）面积6.45 平方千米，位于法国奧克西塔尼大區上加龙省，该省份为法国西南部内陆省份，西南端与西班牙接壤，自此顺时针与上比利牛斯省、热尔省、塔恩-加龙省、塔恩省、奥德省和阿列日省接壤。
与科曼日地区蒙克拉尔接壤的市镇（或旧市镇、城区）包括：欧桑、莫朗、帕拉米尼、普拉涅、加龙河畔罗克福尔。

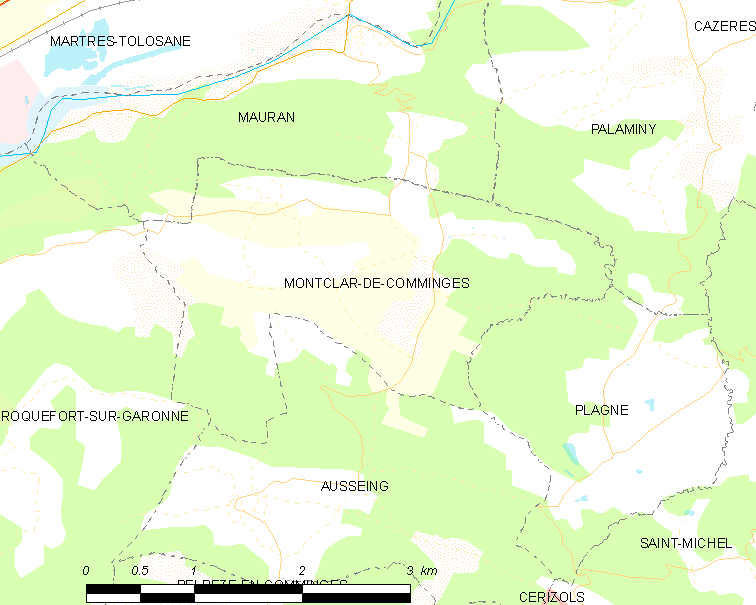
科曼日地区蒙克拉尔的OSM定位图

科曼日地区蒙克拉尔的时区为UTC+01:00、UTC+02:00（夏令时）。

## 行政
科曼日地区蒙克拉尔的邮政编码为31220，INSEE市镇编码为31367。

## 政治
科曼日地区蒙克拉尔所属的省级选区为卡泽尔县。

## 人口

1962-2008年间科曼日地区蒙克拉尔人口变化图示

科曼日地区蒙克拉尔于2022年1月1日时的人口数量为75人。